# ダノマスト
ダノマスト（Dano-Mast、1996年 - ）はイギリスで生産されデンマークで調教された競走馬。

## 概要
北欧の競走馬だが、フランスやドイツ、遠く東アジアにまで遠征した。初重賞制覇はフランスのジャン・ド・ショードネイ賞（G2）。G1はバーデン大賞と香港カップでの3着が最高と結局勝てなかったものの、フランスのG2を2勝、北欧でもG3を2勝した（北欧には国際格の平地G1,G2は無い）。自国デンマークとスウェーデンのダービー（スカンジナビア諸国は競馬でも結びつきが強く、1962年にはティントがデンマークとスウェーデン、ノルウェー3ヶ国のダービーを制している）は共に2着に敗れている。日本との関連ではフランスのドラール賞 (G2) でイーグルカフェを破ったこと、香港カップ (G1) でエイシンプレストンに先着したことがある。最終成績は32戦11勝2着4回3着5回。デンマークの他に、独英仏瑞香の5ヶ国で出走した北欧競馬随一の実力を誇った名馬であった。
現役引退後は、フランスロワール＝アトランティック県ラ・シャペル・シュル・エルドル (La Chapelle-sur-Erdre) のHaras Du Sazのもとで種牡馬として供用されている。種付け料は1,500ユーロ。

## 競走成績
- 1999年
  - 2着 - スウェーデンダービー（SWE準重賞ウッドチップ2400m）
  - 2着 - デンマークダービー（DEN準重賞芝2400m）
- 2000年
  - 1着 - デンマークポカロッブ賞（DEN準重賞1800m）
  - 1着 - デンマークジョッキークラブカップ（DEN準重賞1800m）
- 2001年
  - 1着 - ジャン・ド・ショードネイ賞（FR-G2芝2400m）
  - 1着 - デンマークジョッキークラブカップ（DEN準重賞1800m）
  - 3着 - スカンジナビアオープンチャンピオンシップ（DEN-G3芝2400m）
- 2002年
  - 1着 - ドラール賞（FR-G2芝1950m）
  - 1着 - ストックホルムカップインターナショナル（SWE-G3芝2400m）
  - 1着 - デンマークポカロッブ賞（DEN準重賞1800m）
  - 2着 - スカンジナビアオープンチャンピオンシップ（DEN-G3芝2400m）
  - 3着 - 香港カップ（HK-G1芝2000m）
- 2003年
  - 1着 - スカンジナビアオープンチャンピオンシップ（DEN-G3芝2400m）
  - 3着 - バーデン大賞（GER-G1芝2400m）

## 血統表
| ダノマストの血統ノーザンダンサー系 / アウトブリード | ダノマストの血統ノーザンダンサー系 / アウトブリード | ダノマストの血統ノーザンダンサー系 / アウトブリード | （血統表の出典）       | （血統表の出典） |
| 父 Unfuwain 1985 鹿毛                               | 父の父Northern Dancer 1961 鹿毛                     | Nearctic                                            | Nearco                 | Nearco           |
| 父 Unfuwain 1985 鹿毛                               | 父の父Northern Dancer 1961 鹿毛                     | Nearctic                                            | Lady Angela            |                  |
| 父 Unfuwain 1985 鹿毛                               | 父の父Northern Dancer 1961 鹿毛                     | Natalma                                             | Native Dancer          | Native Dancer    |
| 父 Unfuwain 1985 鹿毛                               | 父の父Northern Dancer 1961 鹿毛                     | Natalma                                             | Almahmoud              |                  |
| 父 Unfuwain 1985 鹿毛                               | 父の母Height of Fashion 1979 鹿毛                   | Bustino                                             | Busted                 | Busted           |
| 父 Unfuwain 1985 鹿毛                               | 父の母Height of Fashion 1979 鹿毛                   | Bustino                                             | Ship Yard              |                  |
| 父 Unfuwain 1985 鹿毛                               | 父の母Height of Fashion 1979 鹿毛                   | Highclere                                           | Queens Hussar          | Queens Hussar    |
| 父 Unfuwain 1985 鹿毛                               | 父の母Height of Fashion 1979 鹿毛                   | Highclere                                           | Highlight              |                  |
| 母 Camera Girl 1986 鹿毛                            | 母の父Kalaglow 1978 芦毛                            | Kalamoun                                            | Zeddaan                | Zeddaan          |
| 母 Camera Girl 1986 鹿毛                            | 母の父Kalaglow 1978 芦毛                            | Kalamoun                                            | Khairunissa            |                  |
| 母 Camera Girl 1986 鹿毛                            | 母の父Kalaglow 1978 芦毛                            | Rossitor                                            | Pall Mall              | Pall Mall        |
| 母 Camera Girl 1986 鹿毛                            | 母の父Kalaglow 1978 芦毛                            | Rossitor                                            | Sonia                  |                  |
| 母 Camera Girl 1986 鹿毛                            | 母の母Photo 1979 鹿毛                               | Blakeney                                            | Hethersett             | Hethersett       |
| 母 Camera Girl 1986 鹿毛                            | 母の母Photo 1979 鹿毛                               | Blakeney                                            | Windmill Girl          |                  |
| 母 Camera Girl 1986 鹿毛                            | 母の母Photo 1979 鹿毛                               | Photo Flash                                         | Match                  | Match            |
| 母 Camera Girl 1986 鹿毛                            | 母の母Photo 1979 鹿毛                               | Photo Flash                                         | Picture Light F-No.1-s |                  |

## 引用サイト
- 種付け料
- 供用先を紹介したサイト